# Міжнародні документи з прав людини
Міжнародні документи з прав людини — договори та інші міжнародні документи, які служать юридичними джерелами міжнародного права прав людини та захисту прав людини в цілому. Існує багато різноманітних типів, але більшість з них можна розділити на дві широкі категорії: декларації, ухвалені такими органами, як Генеральна Асамблея Організації Об'єднаних Націй, які за своєю природою є декларативними, тому не мають обов'язкової юридичної сили, хоча можуть бути політично авторитетними та дуже добре поважають м'яке право; і часто виражають керівні принципи; і конвенції, які є багатосторонніми договорами, які розроблені, щоб стати юридично обов'язковими, зазвичай включають директивні та дуже конкретні формулювання та зазвичай укладаються за довгою процедурою, яка часто вимагає ратифікації законодавчими органами кожної держави. Менш відомі деякі «рекомендації», які подібні до конвенцій у тому, що вони погоджені на багатосторонній основі, але не можуть бути ратифіковані, і служать для встановлення загальних стандартів. Також можуть існувати адміністративні вказівки, узгоджені державами на багатосторонньому рівні, а також статути трибуналів чи інших установ. Конкретний припис або принцип будь-якого з цих різноманітних міжнародних документів може з часом набути статусу міжнародного звичаєвого права незалежно від того, прийнято воно конкретно державою чи ні, лише тому, що воно добре визнане та дотримується протягом достатньо тривалого часу.
Міжнародні документи з прав людини можна далі поділити на глобальні документи, учасником яких може бути будь-яка держава світу, та регіональні документи, які обмежені державами в певному регіоні світу.
Більшість конвенцій і рекомендацій (але деякі декларації) встановлюють механізми моніторингу та створюють органи для нагляду за їх виконанням. У деяких випадках ці органи, які можуть мати відносно невеликі політичні повноваження чи правові засоби, і можуть ігноруватися державами-членами; в інших випадках ці механізми мають органи з великим політичним авторитетом, і їхні рішення майже завжди виконуються. Гарним прикладом останнього є Європейський суд з прав людини.
Механізми моніторингу також відрізняються за ступенем індивідуального доступу до виявлення випадків зловживань і прохання про засоби правового захисту. За деякими конвенціями чи рекомендаціями — наприклад, Європейською конвенцією з прав людини — окремим особам або державам дозволяється, за певних умов, передавати окремі справи до повноцінного суду на міжнародному рівні. Іноді це можна зробити в національних судах через універсальну юрисдикцію.
Загальну декларацію прав людини, Міжнародний пакт про громадянські та політичні права та Міжнародний пакт про економічні, соціальні та культурні права разом з іншими міжнародними документами з прав людини іноді називають міжнародним біллем про права. Міжнародні документи з прав людини визначаються УВКПЛ, і на більшість із них є посилання на веб-сайті УВКПЛ.

## Декларації

### Глобальні
- Декларація прав дитини 1923 року
- Загальна декларація прав людини (ООН, 1948)
- Декларація прав людей з інвалідністю (ООН, 1975 р.)
- Декларація про право на розвиток (ООН, 1986) (ООН, 1979)
- Віденська декларація та програма дій[en] (Всесвітня конференція з прав людини[en], 1993 р.)
- Пекінська декларація та Платформа дій (Четверта Всесвітня конференція з питань жінок, 1995 р.)
- Декларація обов'язків і відповідальності людини[en] (ЮНЕСКО, 1998)
- Загальна декларація про культурне різноманіття[en] (ЮНЕСКО, 2001)
- Декларація прав корінних народів (ООН, 2007)
- Декларація ООН про сексуальну орієнтацію та гендерну ідентичність (ООН, 2008)

### Регіональні: Америка
- Американська декларація прав і обов'язків людини (ОАД, 1948 р.)
- Американська декларація прав корінних народів (ОАД, 2016)

### Регіональні: Азія
- Декларація основних обов'язків народів і урядів АСЕАН (Регіональна рада з прав людини в Азії, 1983 р.)
- Декларація прав людини АСЕАН (АСЕАН, 2009)

### Регіональні: Близький Схід
- Каїрська декларація прав людини в ісламі (OIC, 1990)

## Конвенції

### Глобальні
Існує 9 основних міжнародних документів з прав людини та кілька факультативних протоколів до них. Моніторинг виконання положень документів державами-учасницями здійснюють десять Договірних органів з прав людини, що складаються з комітетів та підкомітетів незалежних експертів, в той час як Управління Верховного комісара ООН з прав людини забезпечує їх секретаріатську підтримку:
1. Міжнародна конвенція про ліквідацію всіх форм расової дискримінації (21 грудня 1965 р.)
2. Міжнародний пакт про громадянські та політичні права (16 грудня 1966 р.)
  - Перший факультативний протокол щодо процедури подання скарги (16 грудня 1966 р.)
  - Другий факультативний протокол щодо скасування смертної кари (15 грудня 1989 р.)
3. Міжнародний пакт про економічні, соціальні і культурні права (16 грудня 1966 р.)
  - Факультативний протокол щодо процедури подання скарги (10 грудня 2008 р.)
4. Конвенція про ліквідацію всіх форм дискримінації щодо жінок (18 грудня 1979 р.)
  - Факультативний протокол щодо процедури розгляду скарги (10 грудня 1999 р.)
5. Конвенція проти катувань та інших жорстоких, нелюдських або таких, що принижують гідність, видів поводження і покарання (10 грудня 1984 р.)
  - Факультативний протокол щодо створення підкомітету з запобігання та надання згоди на перевірки (12 грудня 2002 р.)
6. Конвенція про права дитини (20 листопада 1989 р.)
  - Факультативний протокол щодо участі дітей у збройних конфліктах (25 травня 2000 р.)
  - Факультативний протокол щодо торгівлі дітьми, дитячої проституції і дитячої порнографії (25 травня 2000 р.)
  - Факультативний протокол щодо процедури повідомлень (14 квітня 2014 р.)
7. Міжнародна конвенція про захист прав усіх трудящих-мігрантів та членів їхніх сімей (18 грудня 1990 р.)
8. Конвенція про права осіб з інвалідністю (13 грудня 2006 р.)
  - Факультативний протокол щодо процедури розгляду скарг (13 грудня 2006 р.)
9. Міжнародна конвенція про захист усіх осіб від насильницьких зникнень (20 грудня 2006 р.)

Додаткові міжнародні інструменти правового регулювання у сфері прав людини:
1. Конвенція про попередження злочину геноциду та покарання за нього (9 грудня 1948 р.)
2. Конвенція про незастосування строків давності до воєнних злочинів і злочинів проти людства (26 листопада 1968 р.)
3. Міжнародна конвенція про припинення та покарання злочинів апартеїду (30 листопада 1973 р.)
4. Міжнародна конвенція проти апартеїду у спорті (10 грудня 1985 р.)

Міжнародні документами у сфері біженців та осіб без громадянства‎:
1. Статут Міжнародної організації у справах біженців (15 грудня 1946 р.)
2. Конвенція про статус біженців (28 липня 1951 р.)
3. Конвенція про статус осіб без громадянства (28 вересня 1954 р.)
4. Конвенція про скорочення безгромадянства (30 серпня 1961 р.)
5. Протокол щодо статусу біженців (31 січня 1967 р.)

Існує ще кілька інструментів прав людини:
- Інавгураційна асамблея HURIDOCS[en] (24 липня 1982 р.)
- Конвенція про тортури SOS[en] (14 квітня 1983 р.)
- Конвенція про корінні народи та народи, які ведуть племінний спосіб життя[en], 1989 р. (МОП 169)

### Регіональні: Африка
- Африканська хартія прав людини і народів (червень 1981 р.)
- Африканська хартія прав і добробуту дитини (1990)
- Протокол Мапуту (11 липня 2003 р.)
- Африканська молодіжна хартія (30 червня 2006 р.)
- Африканський протокол щодо інвалідності (30 червня 2019 р.)
- Гендерний протокол SADC (переглянута версія набуває чинності у 2018 році)

### Регіональні: Америка
- Американська конвенція з прав людини
- Міжамериканська конвенція про запобігання тортурам і покарання за них
- Міжамериканська конвенція про насильницькі зникнення осіб
- Міжамериканська конвенція про запобігання, покарання та викорінення насильства щодо жінок
- Міжамериканська конвенція про ліквідацію всіх форм дискримінації щодо осіб з обмеженими можливостями

### Регіональні: Європа
- Хартія основних прав Європейського Союзу
- Конвенція про боротьбу з торгівлею людьми
- Європейська конвенція про громадянство
- Європейська хартія регіональних мов або мов меншин (ECRMML)
- Європейська конвенція з прав людини (ЄКПЛ)
- Європейська конвенція про запобігання тортурам і нелюдському або такому, що принижує гідність, поводженню чи покаранню (ЄКПТ)
- Європейська соціальна хартія (ESC) і переглянута соціальна хартія
- Рамкова конвенція про захист національних меншин (РКНМ)

### Регіональні: Близький Схід
- Арабська хартія прав людини (АКПЛ) (22 травня 2004 р.)